# 137-я стрелковая бригада
137-я стрелковая Дновская бригада - воинское соединение СССР в Великой Отечественной войне

## История
Формировалась с декабря 1941 года в Кемеровской области в Анжеро-Судженске
В действующей армии с 2 марта 1942 по 19 сентября 1942 и с 10 февраля 1943 по 1 мая 1944 года.
15 февраля 1942 года бригада начала погрузку на станции Анжерская и переброску на фронт, разгрузилась в Волхове, где в начале марта 1942 года вошла в состав 4-го гвардейского стрелкового корпуса. Введена в бой 21 марта 1942 года между Посадниковым Островом и Погостье для развития прорыва 54-й армии с задачей прорвать оборону противника на реке Кородыньке, что бригада сумела сделать и на 24 марта 1942 года ведёт бой в двух километрах южнее деревни Кондуя, пытаясь наступать в направлении Смердыни, однако приблизительно на тех рубежах была остановлена.
Принимала участие в Синявинской операции. В сентябре 1942 года действует в районе железной дороги Синявино – Мга, близ совхоза «Торфяник». Уже к 10 сентября 1942 года был отдан приказ о выводе бригады в район Килози для пополнения, но по-видимому не был выполнен, 21 сентября 1942 года немецкие войска нанесли контрудар из-под Келколово в северном направлении, раскололи боевые порядки корпуса и окружили бригаду, после чего она была фактически уничтожена, личный состав в большом количестве попал в плен.
Доукомплектовывалась и проходила подготовку в Кинешме. Директивой Ставки ВГК № 46008 от 26 января 1943 года командующему Московского военного округа были приказано полностью доукомплектовать бригаду до 1 февраля 1943 года и подготовить её к отправке на фронт  В первой декаде февраля 1943 года направлена на фронт, где принимала участие в преследовании войск противника, отводящего войска из «демянского мешка».
В марте 1943 года вела боевые действия за овладение рубежом: Борок, Сёмкина Горушка (южнее Пенно) . С 1 по 20 марта 1943 года в боях в районе Борок только убитыми теряет 2089 человек и 115 пропавшими без вести, а позднее за март, апрель и первую декаду мая 1943 года под деревней Яблоново 141 человек убитыми и 54 пропавшими без вести.
С началом Ленинградско-Новгородской операции наступает в район Старой Руссы через замёрзшее озеро Ильмень.
С 22 февраля 1944 года, будучи поддержанной 37-м танковым полком, переходит в наступление на Дно, имея соседом справа наступающую непосредственно на город 182-ю стрелковую дивизию, принимала участие в освобождении города, танковый десант бригады ворвался в самый центр города.
Нашей бригаде присвоили звание «Дновской», и по этому поводу мы шутили с тем горьким юмором, на который способны лишь солдаты, что «дновскими» мы верно зовемся постольку, поскольку многие из нас остались на дне Ильмень-озера… Анатолий Злобин. «Память Земли»
После освобождения Дно, бригада продолжила наступление, преследуя отступающего противника, пройдя южнее Порхова и к марту 1944 года вышла к реке Великой в районе Пушкинских Гор.
1 мая 1944 года обращена на формирование 321-й стрелковой дивизии

## Подчинение
| Дата            | Фронт (округ)                                              | Армия             | Корпус                             | Примечания                                            |
| --------------- | ---------------------------------------------------------- | ----------------- | ---------------------------------- | ----------------------------------------------------- |
| 01.01.1942 года | Сибирский военный округ                                    | -                 | -                                  | -                                                     |
| 01.02.1942 года | Сибирский военный округ                                    | -                 | -                                  | -                                                     |
| 01.03.1942 года | Резерв Ставки ВГК                                          | -                 | -                                  | -                                                     |
| 01.04.1942 года | Ленинградский фронт                                        | 54-я армия        | 4-й гвардейский стрелковый корпус  | -                                                     |
| 01.05.1942 года | Ленинградский фронт (Группа войск Волховского направления) | 54-я армия        | 4-й гвардейский стрелковый корпус  | -                                                     |
| 01.06.1942 года | Ленинградский фронт (Волховская группа войск)              | 54-я армия        | 4-й гвардейский стрелковый корпус  | -                                                     |
| 01.07.1942 года | Волховский фронт                                           | 54-я армия        | 4-й гвардейский стрелковый корпус  | -                                                     |
| 01.08.1942 года | Волховский фронт                                           | 54-я армия        | 4-й гвардейский стрелковый корпус  | -                                                     |
| 01.09.1942 года | Волховский фронт                                           | -                 | 4-й гвардейский стрелковый корпус  | передана с 8 сентября 1942 в состав 2-й ударной армии |
| 01.10.1942 года | Московский военный округ                                   | -                 | -                                  | -                                                     |
| 01.11.1942 года | Московский военный округ                                   | -                 | -                                  | -                                                     |
| 01.12.1942 года | Московский военный округ                                   | -                 | -                                  | -                                                     |
| 01.01.1943 года | Московский военный округ                                   | -                 | -                                  | -                                                     |
| 01.02.1943 года | Московский военный округ                                   | -                 | -                                  | -                                                     |
| 01.03.1943 года | Северо-Западный фронт                                      | 68-я армия        | -                                  | -                                                     |
| 01.04.1943 года | Северо-Западный фронт                                      | 1-я ударная армия | -                                  | -                                                     |
| 01.05.1943 года | Северо-Западный фронт                                      | 1-я ударная армия | -                                  | -                                                     |
| 01.06.1943 года | Северо-Западный фронт                                      | 1-я ударная армия | -                                  | -                                                     |
| 01.07.1943 года | Северо-Западный фронт                                      | -                 | 14-й гвардейский стрелковый корпус | -                                                     |
| 01.08.1943 года | Северо-Западный фронт                                      | -                 | -                                  | -                                                     |
| 01.09.1943 года | Северо-Западный фронт                                      | -                 | -                                  | -                                                     |
| 01.10.1943 года | Северо-Западный фронт                                      | 34-я армия        | 96-й стрелковый корпус             | -                                                     |
| 01.11.1943 года | Северо-Западный фронт                                      | 34-я армия        | -                                  | -                                                     |
| 01.12.1943 года | 2-й Прибалтийский фронт                                    | 1-я ударная армия | -                                  | -                                                     |
| 01.01.1944 года | 2-й Прибалтийский фронт                                    | 1-я ударная армия | -                                  | -                                                     |
| 01.02.1944 года | 2-й Прибалтийский фронт                                    | 1-я ударная армия | -                                  | со 2 по 16.02. в составе Волховского фронта           |
| 01.03.1944 года | 2-й Прибалтийский фронт                                    | 1-я ударная армия | -                                  | -                                                     |
| 01.04.1944 года | 2-й Прибалтийский фронт                                    | 1-я ударная армия | -                                  | -                                                     |
| 01.05.1944 года | 2-й Прибалтийский фронт                                    | 1-я ударная армия | -                                  | -                                                     |

## Командиры
- подполковник Тарасов, Александр Павлович (декабрь 1941 - июнь 1942)
- подполковник Жданов Николай Владимирович (июль 1942-сентябрь 1942)
- подполковник Фёдоров Михаил Владимирович (октябрь 1942- 28.03.1943)
- полковник Шульгин Степан Степанович

## Память
- Улица 137-й отдельной стрелковой бригады в Анжеро-Судженске

## Известные люди, связанные с бригадой
- Злобин, Анатолий Павлович, командир взвода бригады, лейтенант, впоследствии советский писатель;